# La villa Di Lato
La villa Di Lato è una webserie del 2009, distribuita su Flop TV, diretta, sceneggiata e interpretata da Maccio Capatonda.

## Trama
In una villa costruita non molto lontano da un antico cimitero bulgaro-indiano, la coppia di proprietari e la loro famiglia vogliono attirare i clienti facendo leva sulle sciagure che avvengono in essa. Però, a causa di un errore del progettista, la villa è stata costruita leggermente “di lato” rispetto al cimitero quando, in realtà, doveva essere costruita sopra ad esso. Questo errore ha causato un basso livello di maledizione per la villa, rendendola "quasi maledetta". Per ovviare a tutto ciò, i padroni di casa escogitano molti trucchi per rendere più eccitante il soggiorno dei loro ospiti. Nel frattempo si dipana l’impetuoso amore di Milton, addetto alla reception, per Prancesco, il nuovo facchino della tenuta.

## Personaggi
- Milton Gayson, interpretato da Maccio Capatonda, è un uomo molto effeminato che lavora alla reception della villa. Tenta, assieme ai proprietari della tenuta, di far credere che la villa sia davvero maledetta. Si innamora di Prancesco a prima vista.
- Prancesco, interpretato da Herbert Ballerina, è un ragazzo "sfigato" che sogna di fare il facchino. Viene assunto all'inizio della serie.
- Everald Di Lato, interpretato da Rupert Sciamenna, è il padrone della villa ed è in grado di utilizzare molteplici trucchi per far spaventare gli ospiti.
- Riccarda Di Lato, interpretata da Brenda Lodigiani (accreditata come Ashley Sognidoro), è la figlia di Everald e Gertrude. Sogna di abbandonare la villa per fare la soubrette in TV.
- Ernia Tacchino Santantonio, interpretata da Katherine J. Junior, è la domestica della villa, innamorata del precedente facchino.
- Gertrude Di Lato, interpretata da Olga Prenatale, è la moglie di Everald. Tende, senza un motivo apparente, a passare istantaneamente da un ottimo stato di salute (all'interno della villa) a uno stato catatonico su una sedia a rotelle (all'esterno).
- Lord Bristol, interpretato da Ivo Avido, è un ricco ospite della villa; cieco e impressionabile, il suo obiettivo è sconfiggere il "Ratto di Beckenbauer".

## Riprese
Le riprese si sono svolte nel 2009 presso Villa Montevecchio a Samarate.

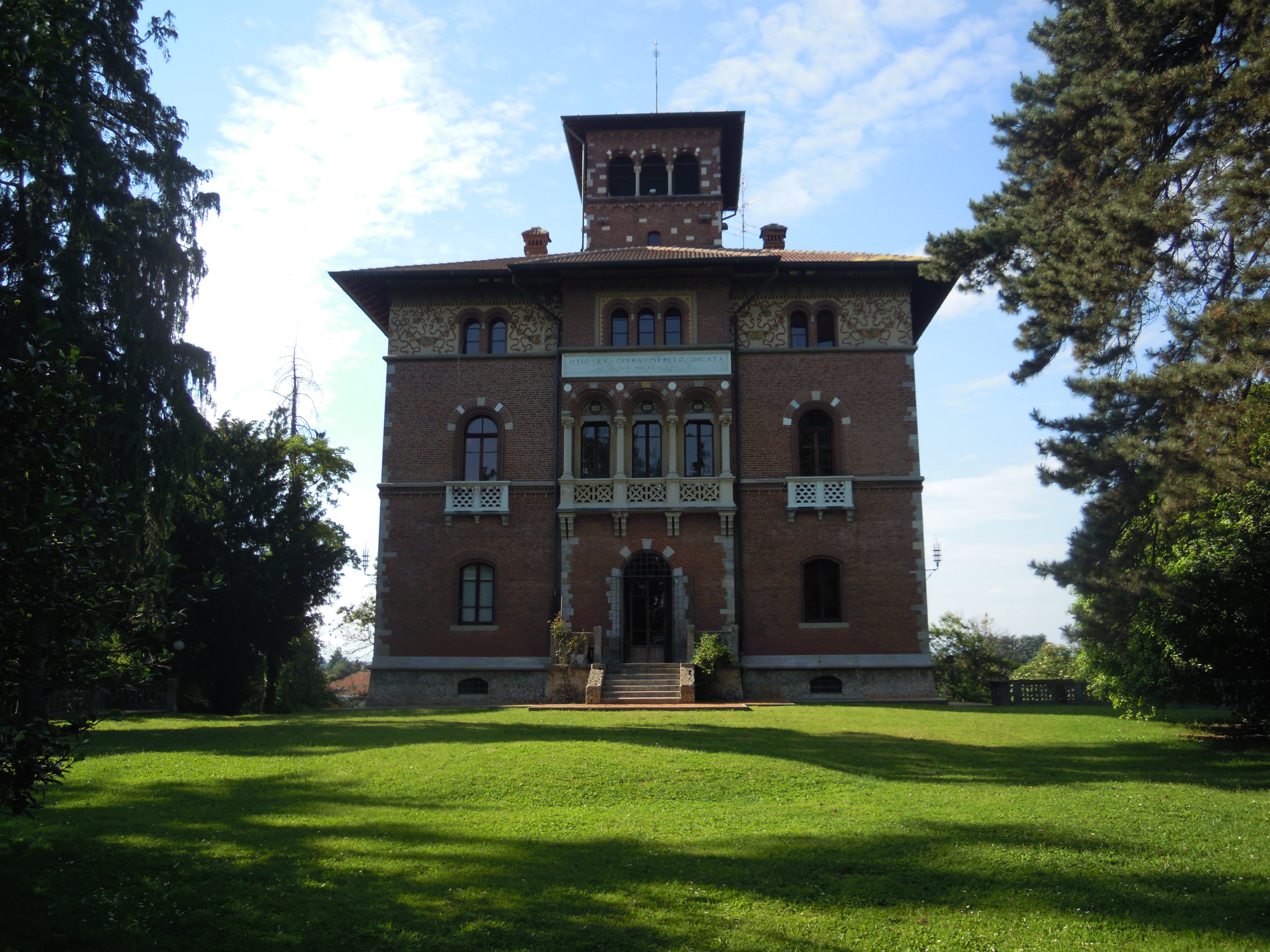
Villa Montevecchio a Samarate, ambientazione al centro della serie

## Episodi
| Nº | Titolo                  |
| -- | ----------------------- |
| 1  | Un ragazzo sfigato      |
| 2  | Niente è come sembra    |
| 3  | Pacco bambola           |
| 4  | Amori anziani           |
| 5  | Il ratto di Beckenbauer |
| 6  | Diritto di decesso      |
| 7  | Un caso facile facile   |
| 8  | La vicenda Lord Bristol |
| 9  | Il yoga                 |
| 10 | Il progetto della villa |
| 11 | Il coraggio di traslare |